# 1450

## Esdeveniments
Països Catalans
Resta del món
- 3 de setembre: Barcelona - Alfons el Magnànim signa el privilegi per a la creació de l'Estudi General de Barcelona,que serà la quarta universitat de Catalunya després de les de Lleida, Perpinyà i Girona.[1]

## Naixements
Països Catalans
Resta del món
- Tomàs Moro filòsof i jurista.

## Necrològiques
Països Catalans
- Montserrat: Antoni d'Avinyó i de Moles, 21è president de la Generalitat de Catalunya,
- Mora de Ruviols: Gonzalo Fernández de Heredia, 43è president de la Generalitat de Catalunya,

Resta del món
- 9 de febrer - Le Mesnil-sous-Jumièges, Normandia (França): Agnès Sorel, l'amant favorita del rei Carles VII de França, model pictòrica de la cèlebre obra de Jean Fouquet La verge amb el nen (n. 1422).[2]